# Refresco de helado
Un refresco de helado es una  bebida que consiste en una mezcla de helado con un refresco o con una combinación de sirope de sabores y agua carbonatada. En la actualidad hay un día dedicado a este refresco, el «National Ice Cream Soda Day» (traducido al español sería «Día nacional del refresco de helado»), que tiene lugar el veinte de junio.

## Orígenes
El refresco de helado fue un invento de Robert McCay Green en Filadelfia en 1874, en la celebración del cincuentenario del Franklin Institute, una organización que vela por el desarrollo y la transmisión de la ciencia y la tecnología. El invento surgió en un día especialmente caluroso en el que el señor Green se quedó sin sirope para los refrescos de sabores variados que vendía y utilizó helado de vainilla que le ofreció un vecino. Según recoge la revista Soda Fountain en un número del año 1910, Green quiso crear un nuevo modo de atraer los clientes de otro vendedor que tenía un dispensador de bebidas más grande y más sofisticado. Tras experimentar con otros ingredientes, decidió combinar helado con gaseosa y vendió la nueva bebida entre otras 16 de distintos sabores. La nueva delicia causó furor y al poco tiempo otras máquinas dispensadoras de refrescos vendían refresco de helado.
A pesar de sus orígenes, la bebida no tardó en alcanzar una gran popularidad hasta el punto que beberla era casi una obligación social entre los adolescentes, aunque a muchos adultos no les gustase. Algunos gobiernos locales la prohibieron, bien fuese de forma definitiva, bien fuese en días festivos, aspecto que dio lugar a otra delicia que la substituyó, el helado sundae sin gas. Como los refrescos se vendían como curas milagrosas, en ocasiones se consideraba que era una sustancia que precisaba un cierto control como sucedía con el alcohol, otra bebida controlada que no se podía ni servir ni comprar un domingo en las zonas más conservadoras. Muchos dispensadores de refrescos tuvieron que desarrollar un modo de sacar provecho cuando vender refrescos se consideraba ilegal. La solución fue vender helado puesto que se trata de un simple alimento y no una sustancia controlada. Fue entonces cuando estos dispensadores acuñaron el término «sundaes» para los mejunjes de helado que servían los días de «descanso de refresco».
Hay al menos otras tres personas que reclaman la autoría de la invención del refresco de helado: Fred Sanders, Philip Mohr y George Guy, uno de los empleados del propio Robert Green. El testamento de Green ordenaba que se grabase en su lápida «Originator of the Ice Cream Soda» (que traducido al español sería «Inventor del refresco de helado»).

## Otros nombres
En Estados Unidos, un refresco de helado es la bebida hecha con gaseosa, sirope y helado mientras que un «float» es, por lo general, un helado vertido en un refresco (en la mayoría de casos, cerveza de raíz).
En Australia y Nueva Zelanda se llama «spider» al refresco de helado hecho con Coca-Cola o Pepsi. Existen también otros «spider» cuyos nombres varían en función del refresco empleado, como es el caso del «lime spider» («spider» de lima) y del «orange spider» («spider de naranja»). Existe una bebida similar a esta última hecha con refresco de naranja y helado de vainilla que se llama «orange float» o «orange whip».
En Escocia (principalmente en la costa oeste) y en Irlanda se suele llamar «float» al refresco de helado. En el Reino Unido, el término «coke» se utiliza para referirse a cualquier refresco de cola mientras que el término «soda» suele hacer referencia a la gaseosa. En este último lugar, el refresco de helado recibe el nombre «snowball» (bola de nieve en español).
En México, El Salvador, Guatemala, Costa Rica y Honduras este refresco se llama «vaca negra», mientras que en Puerto Rico recibe el nombre «blackout». Esta misma bebida recibe el nombre «vaca preta» en Brasil y Portugal, lugares en los que también se vende «vaca dourada», que es el mismo refresco pero con refresco de guaraná en lugar de Coca-Cola. En Alecrim, una ciudad del estado de Rio Grande do Sul, Brasil, recibe el nombre «sputnik». Este último nombre también se utiliza en California para referirse a la mezcla de refresco de cerveza de raíz con vodka.

## Variantes
Existen tantas variantes del refresco de helado así como de refrescos y sabores de helado. Sin embargo, unas han tenido más popularidad que otras. En esta categoría se puede encontrar información acerca de las más destacables.

### Refresco de helado de chocolate
Este refresco de helado contiene dos cucharadas de sirope de chocolate y helado de vainilla todo dispuesto en un vaso largo. Después se añade agua carbonatada hasta el llegar al borde del vaso. Tras dejar que la espuma suba, se añade un toque final con nata montada y una guinda al marrasquino.

### Refresco de cerveza de raíz
También conocido como «black cow» ("vaca negra" en español) o "brown cow" ("vaca marrón" en español), el refresco de cerveza de raíz se hace con cerveza de raíz y helado de vainilla, aunque los sabores del helado pueden ser otros. El nombre que recibe varía en función de la localidad: en algunos lugares, el refresco de helado y cerveza contiene necesariamente helado de vainilla y un «brown cow» o «chocolate cow» lleva helado de chocolate. No obstante, en otros lugares, un «black cow» o un «brown cow» llevan Coca-Cola en lugar de cerveza.
El origen del nombre «black cow» siempre ha suscitado interés entre los expertos en gastronomía y bebida y presuntamente data del mes de agosto de 1893 en Colorado.

### Boston cooler
Esta variante está hecha con ginger ale y helado de vainilla
. Este término tiene su origen en Detroit, ciudad en la que se atribuye la invención del refresco a Fred Sanders. El nombre es un misterio puesto que no tiene conexión aparente con Boston, ciudad en la que la bebida no tiene una gran popularidad.

### Cerveza de mantequilla
El parque de atracciones de Universal Studios y el estudio de grabación convertido en exposición permanente Warner Bros. Studios Leavesden de Londres sirven un brebaje que recibe el nombre «Butterbeer» (traducido por «cerveza de mantequilla» en los libros en español) tal y como la bautizó J. K. Rowling, escritora de la famosa saga Harry Potter. Esta bebida es una versión del refresco de helado hecha con cerveza de raíz y butterscotch. Como la bebida no se vende fuera de esos dos recintos, seguidores de la saga y aficionados a la cocina han creado recetas similares a la oficial para esta bebida y las han distribuido por Internet.

### Snow White
Para hacer un Snow White (como el personaje que en español conocemos como Blancanieves) se necesita 7 Up o Sprite y helado de vainilla. Se desconoce el origen de esta variante pero es usual encontrarlo en restaurantes asiáticos.

### Purple cow
En el contexto de los refrescos de helados, un «purple cow» (que en español sería algo así como «vaca morada») es un helado de vainilla vertido en refresco de uva morada. En un contexto más general, un «purple cow» puede ser también la mezcla de zumo de uva y helado de vainilla.

### Sherbet cooler
Otra de las variaciones conocidas es el sorbete «sherbet cooler», que es una mezcla de sorbete de naranja o sandía, sirope de vainilla y agua carbonatada.

### Refresco de helado y cerveza (o Shakin' Jesse[18])
Los ingredientes de este refresco son cerveza negra, helado de chocolate y café expreso. Aunque la versión Shakin' Jesse tenga una apariencia más semejante a la de un batido, muchos restaurantes y bares hacen la versión en refresco. Cuando esta bebida se hace en casa es importante que la cerveza y el café expreso estén lo suficientemente fríos como para no derretir el helado.

## Recepción en España
El refresco de helado es un invento estadounidense que ha tardado más de un siglo en llegar a Europa. Gracias al gran desarrollo de los medios de comunicación en estos últimos veinte años han llegado productos y recetas de cualquier parte del mundo a España. Aunque el refresco de helado todavía no ha tenido el impacto que tuvo en su día el cupcake, cada vez está llegando a nuevos consumidores y es más frecuente encontrar recetas caseras en español.

## Obras de consulta (en inglés)
- Alissa Ozols (2008) San Francisco.
- Bulanda, George; Bak, Richard; and Ciavola, Michelle. The Way It Was: Glimpses of Detroit's History from the Pages of Hour Detroit Magazine, p. 8. Momentum Books. ISBN 1-879094-71-1.
- Funderburg, Anne Cooper. "Sundae Best: A History of Soda Fountains" (2002) University of Wisconsin Popular Press. ISBN 0-87972-853-1.
- Gay, Cheri Y. (2001). Detroit Then and Now, p. 5. Thunder Bay Press. ISBN 1-57145-689-9.
- Houston, Kay. "Of soda fountains and ice cream parlors." (February 11, 1996) The Detroit News.